# ميشيل باتيستا
ميشيل باتيستا هو فنان قتال مختلط كوبي، ولد في 20 أبريل 1984 في كاماغواي في كوبا.

## وصلات خارجية
- ميشيل باتيستا على موقع يو إف سي (الإنجليزية)
- ميشيل باتيستا على موقع شيردوغ (الإنجليزية)
- ميشيل باتيستا على موقع قاعدة بيانات المصارعة الدولية (الإنجليزية)
- ميشيل باتيستا على موقع اللجنة الأولمبية الدولية (الإنجليزية)
- ميشيل باتيستا على موقع أوليمبيديا (الإنجليزية)
- ميشيل باتيستا على موقع IMDb (الإنجليزية)